# Xã 9, Quận Morris, Kansas
Xã 9 (tiếng Anh: Township 9) là một xã thuộc quận Morris, tiểu bang Kansas, Hoa Kỳ. Năm 2010, dân số của xã này là 307 người.